# Rhombodera palawanensis
Rhombodera palawanensis es una especie de mantis de la familia Mantidae.

## Distribución geográfica
Se encuentra en las Islas Filipinas.